# Artúr Somlay

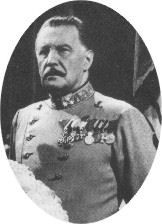
Artúr Somlay (1942)

Artúr Somlay, in Deutschland und Österreich Arthur Somlay (* 28. Februar 1883 in Budapest, Österreich-Ungarn; † 10. November 1951 in Budapest, Ungarn) war in der vorkommunistischen Zeit einer der führenden Film- und Theaterschauspieler Ungarns.

## Leben
Der Sohn eines Angestellten der k.u.k.-Eisenbahn erhielt seine künstlerische Ausbildung als Teenager an der Schauspielschule des Budapester Lustspieltheaters, die er bereits im Jahre 1900 abschloss. Anschließend nahm er Verpflichtungen in der ungarischen Provinz an und trat an Bühnen in Kecskemét, Kaschau (Kassa), Klausenburg (Cluj), Pressburg (Bratislava), Arad, Raab (Győr) und Miskolc auf. 1908 kehrte Artúr Somlay in seine Heimatstadt zurück und wirkte an dem Lustspiel-, dem Renaissance-, dem National- sowie dem Ungarischen Theater. Erfolge feierte der Mime vor allem in Shakespeare-Rollen, etwa als Hamlet oder as König Lear, aber auch als Jegor Bulytschow oder als Dorian Gray.
Bereits zu Beginn des Spielfilm-Zeitalters in Ungarn (1912) trat Somlay erstmals vor die Kamera und war vor allem im Ersten Weltkrieg gut beschäftigt. Während der Unruhen zur Zeit des Übergangs von der k.u.k.-Monarchie zur ungarischen Selbstständigkeit verließ er Ende 1918 das Land und siedelte sich zunächst in Berlin und 1923 schließlich in Wien an. In beiden Städten setzte der Künstler, der seinen Namen nunmehr mit Arthur Somlay leicht dem Deutschen anpasste, seine Filmtätigkeit fort. 1925 wurde er an die Wiener Kammerspiele verpflichtet. Wieder daheim in Budapest, konzentrierte sich Somlay zunächst wieder ganz auf seine Theaterarbeit und war von kurz nach Kriegsende bis zu seinem Tod fünf Jahre lang erneut Mitglied des Nationaltheaters. Von 1948 bis 1950 unterrichtete er überdies Schauspielkunst an der Universität.
Erst Mitte der 1930er Jahre kehrte Artúr Somlay regelmäßig vor die Kamera zurück. Bis kurz vor seinem Tode blieb er ein vielbeschäftigter Filmschauspieler, vor allem in den Jahren des Zweiten Weltkriegs. International bekannt machte jedoch seine erste Nachkriegsfilmrolle: In Géza von Radványis berühmtester Inszenierung, dem pazifistischen Meisterwerk „Irgendwo in Europa“, sah man Somlay mit der Hauptrolle des von tiefem humanistischen Denken geprägten Dirigenten, Komponisten und Pianisten Peter Simon, der verwahrlosten Jugendlichen einen moralischen Halt zu geben versucht.
Somlay hat mehrere Auszeichnungen erhalten, so 1948 und 1951 den Kossuth-Preis.

## Filmografie
- 1912: Ma és holnap
- 1912: Romlott emberek
- 1915: Simon Judit
- 1916: Házasság a Lipótvárosban
- 1916: A világ csak hangulat
- 1916: A grofnő betörői
- 1916: Farkas
- 1916: Fekete gyémántok
- 1917: A szerelem bolondjai
- 1917: Faun
- 1919: Leben und Lüge
- 1920: Der langsame Tod
- 1920: Komödie des Lebens
- 1920: 10 Milliarden Volt
- 1920: Die Fürstin Woronzoff
- 1920: Die Sippschaft
- 1921: Loge Nr. 11 (Co-Regie, Co-Drehbuch)
- 1921: Die Abenteurerin von Monte Carlo, drei Teile (nur Co-Drehbuch)
- 1921: Der Liebling der Frauen
- 1921: Der Eisenbahnkönig (2 Teile, auch Co-Drehbuch)
- 1921: Ilona
- 1923: Faschingsliebe (auch Regie)
- 1924: Jedermanns Weib
- 1935: Az új földesúr
- 1935: Budai cukrászda
- 1936: Die Julika (Ernte)
- 1937: A falu rossza
- 1938: Rozmaring
- 1938: A piros bugyelláris
- 1939: Halálos tavasz
- 1939: Semmelweis
- 1940: Fűszer és csemege
- 1940: Zárt tárgyalás
- 1940: Hazajáró lélek
- 1940: Erzsébet királyné
- 1941: Életre ítéltek
- 1941: Európa nem válaszol
- 1941: Végre
- 1941: Haláltánc
- 1942: Magdolna
- 1942: Lelki klinika
- 1942: Keresztúton
- 1942: Alkalom
- 1943: Szováthy Éva
- 1943: Féltékenység
- 1943: Aranypáva
- 1944: Madách
- 1944: Gyanú
- 1944: Kétszer kettő
- 1945: Hazugság nélkül
- 1947: Irgendwo in Europa (Valahol Európában)
- 1949: Ludas Matyi
- 1951: Különös házasság
- 1951: Nyugati övezet